# 開禧北伐
開禧北伐，是1206年（南宋開禧二年、金泰和六年），南宋為收復失地之北伐。1194年，南宋第四代皇帝宋寧宗即位，權臣韓侂胄以抗金為號召，獲得朝中主戰派支持，於是1206年趁新興的大蒙古國與金作戰時，兵分三路北伐，在攻佔河南、陝西等地後，與金軍相持。此時四川宣撫副使吳曦暗與金軍勾結，棄守川陝要隘，使金軍得以集中兵力進攻兩淮、荊襄地區，北伐戰局逆轉。金軍大舉反攻，宋軍潰退。1208年（南宋嘉定元年、金泰和八年），吳曦被殺後，南宋再次被迫與金議和，簽訂了《嘉定和議》。根據和約內容，南宋必須送上韓侂胄之首級，於是大臣史彌遠與楊皇后勾結誅殺了他，換取了與金國之和平。

## 背景
公元1163年，南宋隆兴北伐失败，1165年，宋金重新两国签订合议，史称“隆兴和议”。合议之后，宋金两国近四十年都没有发生战事。宋朝在宋孝宗治理之下，太平安乐，一改高宗朝贪污腐败的局面，史称“乾淳之治”；金朝也在金世宗用人唯贤、与民休息下达到盛世，金世宗因此被后人称为“小尧舜”。
公元1189年，金世宗去世，孙完颜璟继位，是为金章宗，宋孝宗本来就对宋金两国地位不能平等之事耿耿于怀，其晚年禅位的原因之一便是金世宗去世，继位的为其孙金章宗完颜璟，孝宗不愿向比自己小上许多的金章宗称叔，是以退位。太子赵惇继位，是为宋光宗。但是宋光宗身体不好，惧内，又没主见，皇后李凤娘心肠歹毒且不断挑拨孝宗与光宗的关系，最后宋光宗变得疯疯癫癫的导致朝政日衰。光宗不但朝政受李皇后操控，连行动也被她干预。当孝宗临病死前，欲见光宗及儿媳最后一面，懦弱的光宗得不到李皇后的同意，竟不敢前去探望临死的父亲，许多大臣上书要求光宗去看望孝宗，但光宗也不予理睬，至孝宗大殓之日两人也同样不理不闻，中书舍人陈傅良出班拉住光宗衣襟，李凤娘杏眼圆睁，大声呵斥道：“这里是什么去处！你们这些秀才要砍头吗？”陈傅良只得大哭而出。光宗与李凤娘不仁不孝的行为激起朝野公愤，此时，知阁门事韩侂胄和知枢密院事赵汝愚经过太皇太后（宪圣慈烈皇后）允许，逼迫光宗退位。光宗只好让位于太子赵扩，自己闲居临安寿康宫，自称“太上皇”。等皇太后主持完宋孝宗的葬礼，光宗次子嘉王赵扩就登基做皇帝，是为宋宁宗。
赵汝愚因为拥立嘉王赵扩即位为宋宁宗有功，任右丞相。但不久被韩侂冑排斥，韩侂冑借口赵汝愚以宗室居相位，将不利于南宋社稷。于是赵汝愚被罢，以观文殿大学士出知福州。这遭到了谏官和太学生杨宏中等的反对，但这些人皆被韩侂冑贬谪。韩侂冑为此指责赵汝愚“倡引伪徒，谋为不轨”，诏谪宁远军副节度使，贬永州。最后韩侂胄使用“宗室不得为宰执”的祖宗家法，让宋宁宗罢免了赵汝愚，并且将其所提倡的理学称为伪学，对理学家造成了打击，造成庆元党禁。这个政策一直维持到1202年，韩侂冑后悔和叶适建言才解除禁制。此时金国自金章宗继位之后发生了很多变化，章宗朝前期政治汉化甚深，文化十分发达，史称“明昌之治”。金章宗不单对国内文化发展加以奖励，他本身亦能写得一手好字。然而金章宗过度重视文化发展，宠爱李师儿（后封元妃）以及李氏外戚，任用经童出身的胥持国管理朝政。这两位互相协助，营利干政，使金章宗后期的政风逐渐下滑，而黄河泛滥与改道又使金朝国势开始衰退。此时金朝军事逐渐荒废，北方蒙古诸部兴起。金章宗曾三次派兵讨伐蒙古，先后灭掉塔塔尔部和弘吉剌部，两部灭亡之后，蒙古部崛起，最后整个蒙古高原于1206年由成吉思汗所统一。

## 开战准备
对于金国的这种情况有人开始劝韩侂胄立盖世功名以自固，建议北伐中原，韩侂胄开始积极备战。出封桩库金万两，待赏功臣。且购买战马，打造战舰，增置襄阳骑军，加设澉浦水军。为开始作讨伐金国准备，立韓世忠廟于鎮江府，并追封当年抗敌有功的岳飞，在宁宗的支持下给岳飞加谥号忠武之后，追封岳飞为鄂王，并削去秦桧的王爵，把他的谥号改为缪丑。当时许多希望对抗金国的人士如辛弃疾、陆游等都曾对此怀抱希望。1205年，宋宁宗改元开禧，取的是宋太祖“开宝”年号和宋真宗“天禧”的头尾两字，表示了南宋的恢复之志。韩侂胄又命当年镇守四川的抗金名将吴璘的孙子吴曦统兵西蜀地区军事。
开禧元年（1205年）四月，韩侂胄以鄂州、江陵府駐扎御前諸軍副都統制李义为鎮江府駐扎御前諸軍都統制，皇甫斌为鄂州、江陵府駐扎御前諸軍副都統制，知襄陽府事。八月，以殿前司副都指揮使郭倪为鎮江府扎御前諸軍都統制、兼知扬州。开禧二年（1206年）三月，以薛叔似为兵部尚书，荊湖北路、京西南路宣抚使，出兵唐州、邓州，会两淮兵取河南；以御史中丞鄧友龍為兩淮宣撫使；以資政殿大學士、四川制置使程松为四川宣抚使，太尉、昭信軍節度使、興州駐扎御前諸軍都統制兼知興州事、利州西路安撫使吴曦为四川宣撫副使，出兵汉中攻取陕西；以寧遠軍承宣使、鎮江府駐扎御前諸軍都統制、知揚州事、淮南東路安撫使郭倪兼山東、京東路招撫使，武經大夫、鄂州、江陵府駐扎御前諸軍都統制趙淳兼京西北路招撫使，武德大夫、權發遣襄陽府、主管京西南路安撫使司公事、鄂州江陵府駐扎御前諸軍副都統制皇甫斌兼京西北路招撫副使。当时金章宗听说南宋将北伐，召集大臣商议。诸大臣均奏对道：“宋方败衄，自救不暇，恐未敢叛盟。”这时候完颜匡独说道：“彼置忠义、保捷各军，取先世开宝、天禧纪元，岂甘心忘中原么？”金章宗肯定完颜匡的观点，于是命平章政事仆散揆屯兵开封，抵御南宋北伐。
但是金国因为内忧外患不想与南宋开战，不就宋使陈景俊往金贺正旦，金章宗对他说道：“大定初年，我世宗许宋世为侄国，迄今遵守勿忘。岂意尔国屡犯我边，朕特遣大臣宣抚河南，尔国曾谓未敢败盟。朕念和好已久，委曲涵容。恐侄宋皇帝，未曾详悉，尔归国后，应详告尔主，谨守盟言！”

## 过程

### 北伐初期
南宋开禧二年（1206年）四月，宋军不宣而战，东路军以武節郎毕再遇为先锋攻占泗州城，当时南宋以殿前司副都指揮使郭倪为山东京东招抚使，指挥北伐。郭倪派毕再遇和陈孝庆二人为主将攻打泗州。泗州有东西两座城，西城濒临泗水，东城靠一座山。毕再遇原本计划趁金人开放市场让当地百姓做买卖的时候，亲率精选的壮士八十七人为敢死队，化装成客商进城交易，来个里应外合；不料却被敌方探得了消息和攻城时间，金人立刻取消了市场，紧闭城门不出。毕再遇说：“作战贵在出奇制胜，我们另有奇策。”他让战士们饱餐一顿，以国仇家恨来激励士卒，鼓舞士气。又在西城外布置旗帜营寨，拉开大战的架势以迷惑敌军；却比原计划提前一天，在深夜里亲率精兵，走山路到了泗州东城的东南角，攀城而上。这里是敌军防守最薄弱的地方，毕再遇他们人人斗志昂扬，宛如天神下降，虎入羊群。金兵还未及作出反应，已是数百个人头落地。金兵大溃，打开北门仓皇逃走。东城既下，毕再遇转攻西城。他让士卒高喊：“大宋毕将军在此，可速降！ ”果然，城内的金淮平知县带头、大批百姓紧随其后，一个个从城墙上用绳子缒下来到宋营投降，宋兵顺利地拿下了泗州。初战告捷，招抚使郭倪大喜，他亲到前線犒赏三军，奖授给毕再遇“御宝刺史牙牌”。毕再遇说，“国家河南八十有一州，今下泗两城即得一刺史，继此何以赏之？ ”坚辞不受。
不久，毕再遇又在灵璧大破金兵，而时镇江府駐扎御前武锋军统制陈孝庆复泗州及虹县，江州统制许进复新息县，光州忠義人孙成复褒信县。韩侂胄听闻陆续收复泗州、新息、褒信、颍上、虹县，心下大喜，遂嘱直学士院李璧北伐草诏书，开禧二年（1206年）五月，宋宁宗下诏北伐。
北伐诏书曰：
“天道好还，盖中国有必伸之理，人心助顺，虽匹夫无不报之仇。朕丕承万世之基，追述三朝之志。蠢兹逆虏，犹托要盟，朘生灵之资，奉溪壑之欲，此非出于得已，彼乃谓之当然。衣冠遗黎，虐视均于草芥；骨肉同姓，吞噬剧于豺狼。兼别境之侵陵，重连年之水旱，流移罔恤，盗贼恣行。边陲第谨于周防，文牒屡形于恐胁。自处大国，如临小邦，迹其不恭，如务容忍。曾故态之弗改，谓皇朝之可欺，军入塞而公肆创残，使来庭而敢为桀鹜。洎行李之继迁，复慢词之见加，含垢纳污，在人情而已极。声罪致讨，属故运之将倾。兵出有名，师直为壮，况志士仁人挺身而竟节，而谋臣猛将投袂以立功。西北二百州之豪杰，怀旧而愿归；东南七十载之遗黎，久郁而思奋。闻鼓旗之电举，想怒气之飚驰。噫！齐君复仇，上通九世，唐宗刷耻，卒报百王。矧乎家国之仇，接乎月日之近，夙宵是悼，涕泗无从。将勉辑于大勋，必允资于众力。言乎远，言乎迩，孰无中义之心？为人子，为人臣，当念愤。益砺执干之勇，式对在天之灵，庶几中黎旧业之再光，庸示永世宏纲之犹在。布告中外，明体至怀。”
北伐诏下，群情激愤，举国充满恢复之气。但宋军只求速胜，军事准备不足，也没有做好长期作战的准备。而且自隆兴以来宋军久无战争，战斗力低下，并且又缺乏出众的将帅，再加上南宋军政腐败，大多数统军将领都是贪生怕死之辈，他们平时只知道行贿权要，求得升迁，克扣兵饷，中饱私囊，而不对士兵进行严格的训练。
金章宗对于南宋北伐，也早有准备他采取了“设备养恶”和“后发制人”的策略。战争爆发后，金国以“东北新调之兵、河南之众不足支”，命河北、大名、北京、天山之兵万五千屯真定、河间、清县等以为应。
很快京西北路招抚副使皇甫斌引兵攻打唐州，被金刺史乌克逊鄂屯等所败；后来，建康府駐扎御前諸軍都统制李爽，以兵围寿州，金刺史图克坦羲拒守，李爽久攻打不下。很快，河南统军判官奇珠及迈格等来援，图克坦羲出兵接应，李爽所部大败。江州駐扎御前諸軍都统制王大节，进攻蔡州，金人开城搦战，宋军立即溃退。南宋东路军主将郭倪一边派遣毕再遇带领四百为先锋去取徐州，以牵制金人在两淮的兵力，一面派遣其弟池州駐扎御前諸軍副都统制郭倬、主管侍衛親軍馬軍行司公事李汝翼和侍衛親軍馬軍行司某軍统制田俊迈部分三路渡过淮河，在当地义军的配合下会兵攻打宿州。双方联合一起攻打宿州的时候，南宋军队因为嫉妒忠义军抢夺功劳，在其奋勇肉搏登城，竟从下往上放冷箭，攻城便延滞了下来。金军看到宋军自相残杀，原本打算投降的念头改为坚守。
在宿州攻防战的时候，金军主帅僕散揆谓诸将曰：“符离、彭城，齐、鲁之蔽。符离不守，是无彭城。彭城陷，则齐、鲁危矣。”于是就遣大将纳兰邦烈、穆延斯赉塔以精骑三千戍宿州，田俊迈率众往袭，为金人所败。时值两淮雨季，宋军营帐积水数尺，金军又偷袭焚烧了宋军的粮饷，兼旬豪雨，加上饥饿，十天后宋军不战自溃，向东南败退，被金军围困在蓟县（金安徽宿县东南）。郭倬乞和，金军以缚送勇将田俊迈为条件，他也照办。金军虽准其撤离，但还是剿杀俘虏了约半数的殿后宋军。毕再遇率四百八十骑向徐州出发，进发到虹县时，正遇到从宿州逃回的溃军。到达灵壁时候，又遇到了陈孝庆部，原来陈孝庆是受命作为为攻打宿州的后援部队，见前锋已败，正准备撤军。毕再遇说，胜败本是兵家的常事，怎么能一受挫折就全面撤退？这真是自家挫自家的锐气！我虽然并没有接受攻打宿州的命令，而只是因为去徐州而假道于此；但我既然来到这里，就要和金兵大战一场，“宁死灵壁北门外，不死南门也！”（金兵从北而来，死北门外是战死；死南门外则是逃跑中被敌杀死）。
毕再遇料到金兵在宿州打了胜仗，一定会乘胜追击，这正是可以利用的歼敌良机。于是和众将士摩拳擦掌，作好准备迎击敌人。但这时候，统帅郭倪却下达了撤军的命令。毕再遇不管那些，他在灵壁的北门布置了20名精兵守城，自己则率骑兵从两侧迎击金兵。果然，金兵5000余人气势汹汹，从北而来，毕军铁骑出其不意地从两侧包抄上来，双方相遇，展出一场激战。毕军英勇，久已使金兵闻风丧胆；现在他们一看到旗帜上的“毕”字，不禁惊呼：“毕将军来也！”竟大多数不战而溃。毕再遇身跨骏马，手挥双刀，威风凛凛，骁勇无比，连折数敌，敌血溅得衣甲尽赤，越战越勇。这时有一个手使双锏的金兵，凶猛异常，从一旁跃马持锏向毕再遇刺来。毕再遇反应极快，掉转马头奋力以刀架住，两人在马上大战数合，毕再遇乘其不备，一刀挡住双锏，另一刀向其胁间刺去，那人登时落马身亡，其余金兵落荒而逃。
金兵大败。此时天已黑了，毕再遇于是掩护诸军有秩序地撤退。他估计大兵已退了三十里，便命人举火烧了灵壁营寨。有人问他：“你从来最忌讳夜间放火，为什么今天却放火烧寨？”毕再遇答道：“大军撤退最怕的就是敌军尾追其后。白天放火，是为了用烟尘挡住敌军的视线；夜间放火，则容易被敌军侦知虚实，所以要忌。但现在不同，我已经知道自己的大兵已撤得很远，没有危险了；放火是为了让敌人知道我们营寨已空，敌军就不会再追赶了。”众将叹服。
毕再遇虽然打退了金军的进攻，但是这一次战斗，宋营诸军皆败，只有毕再遇立了大功。朝廷授他武功大夫、除左驍衛將軍，后来又升为鎮江府駐扎御前中军统制、达州刺史。宿州之役是北伐以来最严重的惨败，在东路主战场上，宋军已丧失进攻性作战的实力和可能。
而在西路军，吴曦为了配合南宋在两淮的军事行动，从开禧二年（1206年）开始就频频发动对金人的骚扰。先是“诱募边民以盗，遣谍以利饵凤翔卒温昌，结三虞候军为内应”，不料温昌告变，金人预为防备，吴曦计划不行。接着，吴曦派遣兵围住熟龙堡，很快被金将蒲鲜长安击败。四月，宋军攻打来远镇（今甘肃武山县西南）之兰家岭，仍未得手。北伐诏书下达之后，四川宣抚使程松命军队从左、中、右三路朝金人发动进攻；右路由兴元府駐扎御前諸軍都统制秦世辅率领，向凤翔方向进攻；左路由吴曦向秦州（今甘肃天水）方向进攻；程松自己率兵数万，自中路分道偷袭陕西宝鸡西南的和尚原、西山寨、龙门关。但是秦世辅行军至城固县（今属陕西）尚未与金人交手，军就大乱，右路彻底失败。左路吴曦用六千兵攻打盐，被巩州守将完颜王善、队校僕散六斤、猛安龙延常击退宋军，斩首二百级。七月，吴曦合兵五万从保坌、姑苏等路侵犯秦州，金西路军都统副使完颜承裕、秦州防御使完颜璘用骑兵千余人攻击他们，吴曦军大败，追奔四十里。吴曦另一支万人军队进入来远镇，也被术虎高琪击败。九月下旬，吴曦派遣部将冯兴、杨雄、李珪等率步骑八千再次进攻秦州，完颜承裕遣部将唐括按答海率骑二百驰击宋步兵，甲士蒙括挺身先入乘之，宋步兵大溃。追奔至皁郊城，斩二千余级。猛安把添奴追宋骑兵，杀千余人，斩杨雄、李珪于阵，冯兴仅以身免。金军乘胜攻克成州。在中路，程松于七月遣别将曲昌世袭取方山原（今陕西陇县西南），以吸引金兵主力，自己则率宋军乘着大雾和暴雨，在当地义兵的配合下，一举攻占了和尚原、西山寨和龙门关，但是，很快完颜纲的金军迅速展开反击，于九月将和尚原、西山寨和龙门关全部夺回，程松败退，退回興元府。
六月，韩侂胄以师出无功，罢两淮宣抚使邓友龙，而以江南東路安撫使邱崈代之，进驻扬州。邱崈至镇江，部署诸将，悉以三衙江上军分守江、淮要害。王大节、皇甫斌、李汝翼、李爽等，均皆被贬。郭倬罪状较著，斩首镇江。邱崈自主自守，放弃泗州，撤军回到淮东。

### 金军南下和吴曦之叛
开禧二年（1206年）十月金国统帅僕散揆分兵为九道南下，进军路线如下：僕散揆以行省兵三万出颍昌、寿州；元帅完颜匡以兵二万五千出唐州、邓州；河南路统军使纥石烈志仁以兵三万出涡口；左监军纥石烈志中以山东兵二万出清河口，左监军完颜充以关中兵一万出陈仓；右都监富察贞以岐、陇兵一万出成纪，蜀汉路安抚使完颜纲以汉、蕃步骑一万出临潭；临洮路兵马都总管舒穆噜仲温以陇右步骑五千出盐川，陇州防御使完颜璘以兵五千出来远。为应对金国南下韩侂胄以邱崈佥书枢密院事，督视江淮军马。金人攻淮南日急，有人劝邱崈弃庐、和州，为守长江，邱崈曰：“弃淮则与敌共长江之险。吾当与淮南共存亡。”金国完颜匡陷光化，攻入枣阳，江陵副都统魏友凉，突围南奔，招抚使赵淳，焚樊城夜遁。樊城既失，襄阳屏障尽撤。开禧三年（1207年）大年初一，完颜匡向襄阳发起猛攻，南宋新任京湖宣抚使吴猎派骁将孟宗政驰援，才得解围。僕散揆也引兵至淮，潜渡八叠滩。守将何汝励、姚公佐，仓猝溃走，守军自相践踏。仆散揆遂夺颍口，下安丰军，及霍邱县，围攻和州。纥石烈子仁一军，破滁州，入真州，郭倪遣兵往援，不战而溃，毕再遇率部北上后，金军进攻盱眙，接防的宋军惊溃，盱眙被金军攻占，毕再遇又回军收复盱眙。不久，毕再遇升任镇江府駐扎御前诸军副都统制，再次率军救援楚州，面对十倍于己的金军，毕再遇派小部队，间道乘夜赶赴金军运粮车的宿营地淮阴（今淮阴西南），烧尽金军的后备粮草，大败淮阴的护粮金军。
其时，西路金军已渡淮并迫近长江，围攻和州（今安徽和县），毕再遇立即率部南下，坚守六合（今属江苏）。宋朝廷任命毕再遇带节制淮东军马衔，以便调遣淮东的其他宋军抗金。十二月上旬，金军进至六合西北二十五里的竹镇，毕再遇随即登城部署战事，命令守城宋军偃旗息鼓，并伏兵于南土门，排列弩手于土城上。当金军刚进到城濠前，宋军突然万弩齐发，开门出战，鼓声大作，城上旗帜并举，金军惊恐而退，毕再遇乘机率军追击，金军大败。金军数万随后又围攻六合，金河南统军使纥石烈子仁督兵攻城，六合城中宋军的箭已射尽，毕再遇命人打着青盖在城墙上来回走动，金军以为是宋军主将，因而争相向青盖射箭，城楼、城墙到处是箭，宋军拔取使用，多达一二十万支。毕再遇又命人在城门附近奏乐，以示闲暇，间或出兵袭击金军，使得金军日夜不得安宁。乘金军稍退之机，毕再遇亲自率军出城，夺取城东的野新桥，宋军突然出现于金军背后，金军遂退兵，毕再遇率军一直追击至滁州（今属安徽），俘获大量骡马衣甲，戰後，畢再遇授忠州團練使。陕西金兵攻陷西和州，阶州和大散关。
而在大散关失陷十六天之后，开禧二年（1206年）十一月，四川宣抚副使吴曦公开叛变，投降金国。吴曦是定江軍節度使吴挺之子，太傅吴璘之孙。吴氏兄弟在川蜀抗战中建立了吴家军，吴玠死后，吴璘代领其军。由于四川在地理、财政上的相对独立性，绍兴年间第二次削兵权未对吴璘采取措施。吴璘死后，其子吴挺继任興州駐扎御前諸軍都統制兼知興州事、利州西路安撫使。吴氏三世帅蜀，引起有识之士的忧虑。绍熙四年（1193年），吴挺死后半年不置蜀帅，后因知枢密院事赵汝愚的建议，召吴曦入朝迁任殿前司副都指挥，夺了吴家军世袭的兵权。吴曦总想回去当土皇帝，先走陈自强的门路，嘉泰元年终于被任命为兴州都统制兼知兴州。其后他向苏师旦纳贿，恰逢韩侂胄物色西线统帅，吴曦成了副帅。不过，他可从来没有把因巴结自己与韩侂胄套上近乎的主帅程松放在眼里。吴曦入蜀之后几次对金用兵皆是损兵折将而告终，他所面对的是由金蜀汉路安抚使完颜纲所率金兵，战斗力非常强大。吴曦也知道自己兵败之后会被韩侂胄严厉处置，即使不被处置调离川蜀是迟早的事情，使得自己割据四川的企图落空。在开禧北伐之前，吴曦就开始考虑叛投金国的事情，只是为了不让宋朝廷发觉，同时也为了向金国讨价还价的目的，所以仍然在九月发动对金秦州的攻势。金人获悉了吴曦的心里之后，就开始诱降，十一月，金章宗亲自出马并且赐下诏书和金印，并且封吴曦为蜀王。
吴曦投降之后，把阶（今甘肃武都）、成（今甘肃成县）、和（今甘肃西和）、凤四州地献于金国，并遣部将利吉引金兵入凤州（今陕西凤县）。开禧三年（1207年），在兴州僭称王位，年号转运，议行削发左祍，统军十万沿嘉陵江而下，宣称约金兵夹击襄阳。当时时任兴州的中军正将李好义和时任合江仓官杨巨源，结义士三百人，以勇士杀吴曦。约敢勇军士李贵和与李贵关系密切的李彪、张渊、陈立、刘虎、张海等人，以及吴曦的亲卫军黄术、赵亮、吴政等低级军官及军士74人，加上李好义的弟兄李好古、李好仁、李好问、妹夫杨君玉等亲属，后又有禄袆所率军士10人，共百余人。于二月的最后一天黎明前冲进吴曦内宫。李贵首先冲入吴曦的卧室，砍下吴曦首级。将其首级献至临安，安丙分遣将士收其二子及叔父吴柄、弟弟吴晫、堂弟吴晛、以及党羽姚淮源、李圭、郭仲、米修之、郭澄等皆被诛。宋宁宗下诏处死吴曦的妻子，吴曦的亲兄弟都除去名籍，取消原有的资格和官职，吴璘的子孙都被迁出蜀地，吴玠的子孙免于连坐，不受处罚，负责祭祀吴璘。吴曦称王仅41天，死的时候时年四十六岁。
杀死吴曦之后，安丙任四川宣抚副使，李好义建议乘机夺回吴曦献给金朝的西和等关外四州，李好义率军行在独头岭大败金军。三月七日，收复西和州。宋军随即收复阶州（今甘肃武都东）、成州（今成县）、凤州（今陕西凤县东北）。其后，安丙忌功妒能，先是坐视吴曦余党毒死李好义而不加追究，继而指使亲信杀害杨巨源而诬以谋乱自刎。蜀中忠义之士无不扼腕流涕，义愤填膺，一时在此人心汹汹。安丙上奏自求免职，朝廷怕把他逼上吴曦叛乱的老路，保留了他宣抚副使的要职。

### 嘉定和议
吴曦之死，对金朝战略反攻是沉重的打击。僕散揆在战略反击占据优势后，适时放出了和谈的气球。韩侂胄得到消息，正愁议和无门，便派出使者进行接触。开禧三年正月，金方统帅僕散揆病死，左丞相宗浩接替其位，宣称将亲率大军攻打襄阳。韩侂胄大为恐慌，命张岩招募议和使臣，重开与金和谈。最后派遣萧山县丞方信孺为使臣出使金军军营与其和谈。 
金人宗浩责问他：“为何前日兴兵今日求和？”方信孺不卑不亢回答：“前日兴兵复仇为社稷，今日屈己求和为生灵。”宗浩不得不折服于他的辩才，让他带回五款议和条件：割地、称臣、归战俘、罪首谋、增岁币。南宋方面不同意前二款，表示可以接受后三款，当然，首谋是以苏师旦、邓友龙和皇甫斌来顶缸。方信孺再使金营，双方距离太大，和谈陷入僵局。
方信孺往返折冲，据理力争，宗浩见沾不到便宜，下令将他关押起来。但方信孺毫不畏惧的表示：“拘禁金国是死，辱没金使也是死，还不如死在这里！”完颜宗浩无奈，只得放他南归复命。他向韩侂胄转达金方议和条件，说到第五条时语气支吾，在韩侂胄追问下，才慢悠悠说出：“欲得太师头！”韩侂胄恼羞成怒，连夺方信孺三官。
开禧三年（1207年）正月，为扭转局势，韩侂胄罢去邱崈，以知枢密院事张岩督视江淮军马。金军因为西线在四川大败，中线久攻襄阳不下，东线被毕再遇骚扰，战线陷入僵持，决定议和。而金国开出议和条件，以割地赔款并且要韩侂胄的脑袋，韩侂胄大怒，撤还两淮宣抚使张岩，另任赵淳为两淮置制使，镇守江、淮，并且自出家财二十万准备再战。此时礼部侍郎史弥远勾结宋宁宗皇后杨氏策划杀害韩侂胄。开禧三年（1207年）十一月二日，史弥远接到杨皇后指命，分别与参知政事钱象祖、礼部侍郎卫泾、著作郎王居安和前右司郎官张鎡串联密谋。张鎡是绍兴大将张俊之子，主张干掉侂胄以绝后患。杨皇后以宁宗名义颁御笔给史弥远与钱象祖：“韩侂胄已与在外宫观，日下出国门。殿前司差兵士防护，不许疏失。”钱象祖当夜找到了权主管殿前司公事夏震，出示了御笔，让他选派士兵诛杀韩侂胄。夏震在这场政变中的地位作用，与绍兴内禅时郭杲相似，两人都位居殿帅之职。
次晨（十一月三日），夏震派出的部将夏挺率兵士将韩侂胄在上朝途中截获，挟持至玉津园夹墙甬道中用铁鞭击杀。大约就在对韩侂胄采取行动之时，杨皇后才向宋宁宗透露了消息，宋宁宗立即批示殿前司追回韩太师，杨皇后以死相威胁，向宋宁宗哭诉韩侂胄杀两国百万生灵，还要废掉自己与皇子，宋宁宗这才作罢。
史弥远杀害韩侂胄之后，不顾抗金形势大好，撤销各地的宣抚使并对金国议和，还将韩侂胄的首级交给金国，最终宋金两国签订嘉定和议。

### 嘉定和议内容
宋金由叔侄之国改为伯侄之国，金为伯，宋为侄。
增岁币银由20万两为30万两，绢20万匹为30万匹，宋另给予犒军银300万两。
宋金疆界以绍兴和议为准。（秦嶺淮河線）

## 评价
开禧北伐失败首先是仓促出兵，当时宋军并没有做好准备，各路宋军缺乏训练和配合，再加上长期不做战，导致畏敌如虎。同时又没有选择好时机，当时金朝虽然内忧外患，但是并不严重到分奔离析的地步，还拥有相当实力。再者说用人不当，缺乏干练的将才，西路军主将叛变，东路主将主和，最终导致全盘皆输。
当时南宋大臣程珌就说过：“一出涂地，不可收拾。百年教养之兵，一日而溃；百年葺治之器，一日而散；百年公私之盖藏，一日而空；百年中原之人心，一日而失矣。”（丙子轮对剳子）
宋宁宗在北伐之后评论道：“恢复岂非美事，但不量力尔！”
明末清初的王夫之评论道：“高宗朝有恢复之臣而无恢复之君，孝宗朝有恢复之君而无恢复之臣。照此而论，宁宗朝既无恢复之臣又无恢复之君。宁宗之为君，韩侂胄之为相，岂是用兵之时？”